# Johann Korbuly
Johann Korbuly (* 29. Jänner 1860 in Wien; † 23. April 1919) ist der Erfinder des Matador-Baukastens.
Johann Baptist Korbuly war das siebte von 18 Kindern des aus Siebenbürgen stammenden Wiener Kaufmanns Joseph Joachim Gregor Korbuly und der Großhändlerstochter Maria Rosa Azaria. Er absolvierte die Baugewerbeschule in Wien und von 1876 bis 1880 die Pionierkadettenschule. Zunächst als Pionier in Bosnien im Einsatz, kehrte er 1880 nach Wien zurück, weil er seine Mutter und drei Schwestern versorgen musste. 1884 quittierte er als Leutnant den Dienst und setzte seine technischen Studien fort. 1891 heiratete er in Aschaffenburg zivilrechtlich und 1894 in Graz kirchlich die aus Marktl stammende Josepha Greiler, von der er nach 1894 gerichtlich geschieden wurde.
Er arbeitete als Geometer und Bauingenieur und erstellte unter anderem eine kartografische Aufnahme der Stadt Sankt Pölten. Er entwarf und trassierte von 1889 bis 1891 die Grazer Schloßbergbahn und hatte dort die 1893 und 1894 die Bauaufsicht inne. Am 7. Mai 1897 vergab der Gemeindeausschuss von Hayd die Ausarbeitung des Detailprojektes für die Lokalbahn Schweißing–Haid an Johann Korbuly. Anfang 1902 machte der „Ingenieur und Traceur“ Johann Korbuly einen Vorschlag für eine „Schutzvorrichtung an Trambahnwagen“, mit der bei Unfällen mit Fußgängern erreicht werden sollte, dass diese aufgefangen werden und nicht überfahren werden.
Um 1899 erfand Korbuly den Matador-Baukasten. Da seine drei Söhne, Johann (geb. 1892), Anton (1893–1917) und Rudolf (1894–1979) sich beim Bauen mit Holzbauklötzen ständig gegenseitig die Bauwerke zerstörten, entschloss er sich, Löcher in diese zu bohren und sie so durch Stäbchen fest verbindbar zu machen. Im Jahr 1901 erhielt Korbuly in mehreren Staaten Patente auf seine Erfindung. Ab 1903 begann er dann den Matador-Baukasten in Wien serienmäßig herzustellen. Nach anfänglichen Schwierigkeiten gelang dem Matador-Baukasten ein durchschlagender Erfolg, sodass Korbuly 1908 seine Tätigkeit als Ingenieur einstellen konnte. Nach seinem Tod 1919 wurde die Firma Matador von seinen beiden Söhnen Johann und Rudolf weitergeführt.